# Fuerzas de Seguridad de Rodesia
Las Fuerzas de Seguridad de Rodesia fueron las fuerzas militares del gobierno de Rodesia. Las Fuerzas de Seguridad consistieron en un ejército terrestre (el Ejército de Rodesia), la Fuerza Aérea de Rodesia, la Policía Británica de Sudáfrica (BSAP) y varios miembros del personal afiliados al Ministerio del Interior de Rodesia (INTAF). A pesar del impacto de las sanciones económicas y diplomáticas, Rodesia pudo desarrollar y mantener una capacidad militar poderosa y profesional.
La historia de Las Fuerzas de Seguridad de Rodesia de 1964–1980 se remonta a la época de las fuerzas armadas de la Compañía Británica de Sudáfrica (BSAC), originalmente fueron creadas durante el gobierno de la compañía británica de Sudáfrica en la década de 1890. Se convirtieron en las fuerzas armadas de la colonia autónoma británica de Rodesia del Sur durante su formación, en 1923, luego parte de la Federación de Rodesia y militares de Nyasalandia en 1953. Después de la disolución de la Federación a finales de 1963, las fuerzas de seguridad asumieron la forma que mantendrían hasta 1980.
Al igual que las fuerzas armadas de Rodesia (como las fuerzas armadas de Rodesia del sur se llamó a sí misma desde 1964), las Fuerzas de Seguridad de Rodesia permanecieron leales al gobierno de Salisbury después de que éste declaró unilateralmente su independencia de Gran Bretaña el 11 de noviembre de 1965. Gran Bretaña y las Naciones Unidas se negaron a reconocer esto, y consideraron al Estado de Rodesia como una colonia rebelde durante todo su periodo de existencia.
Las fuerzas de seguridad de Rodesia lucharon en nombre del Gobierno de Rodesia contra el Ejército Africano para la Liberación Nacional de Zimbabue (ZANLA), el Ejército Revolucionario del Pueblo de Zimbabue (ZIPRA), la Unión Nacional Africana de Zimbabue (ZANU) y la Unión del Pueblo Africano de Zimbabue durante la guerra civil de Rodesia de 1964 a 1979.
El Acuerdo de la Casa de Lancaster y el retorno de facto de Rodesia a control británico el 12 de diciembre de 1979 cambiaron por completo el papel de las fuerzas de seguridad de Rodesia; Durante el periodo interino de 5 meses, ayudaron al gobernador británico y a La Mancomunidad de Naciones a mantener el orden en Rodesia mientras se organizaban las elecciones generales de 1980. Después de la independencia reconocida de Zimbabue en abril de 1980, las Fuerzas de Seguridad de Rodesia, ZANLA y ZIPRA se integraron para formar las Fuerzas de Defensa de Zimbabue (ZDF).

## Ejército de Rodesia

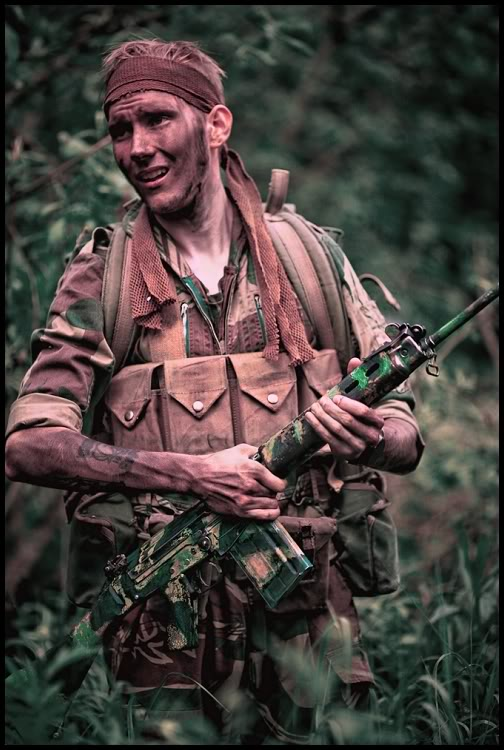
Soldado perteneciente a la Infantería Ligera de Rodesia, 1979.

La mayoría de los Voluntarios de Rodesia del Sur, por razones de costo, se disolvieron en 1920, las últimas compañías se disolvieron en 1926. La ley de defensa de 1927 creó un ejército permanente (el Cuerpo Mayor de Rodesia) y el Territorial Force (Ejército territorial), así como entrenamiento militar obligatorio. Con los Voluntarios de Rodesia del Sur disueltos en 1927, el Regimiento de Rodesia se reformó en el mismo año como parte del Ejército territorial. El 1.er batallón se formó en Salisbury. Entre las guerras mundiales, el cuerpo permanente del Estado Mayor del Ejército de Rodesia estaba formado solamente por 47 hombres. La Policía Británica de Sudáfrica (BSAP) recibieron formación como policías y soldados hasta 1954.
Aproximadamente 10 000 blancos de Rodesia del Sur (15 % de la población blanca) se unieron a las fuerzas británicas durante la Segunda Guerra Mundial. A prorrata de la población, esta fue la mayor contribución de mano de obra de cualquier otro territorio en el Imperio Británico, superando, incluso, a Gran Bretaña.
Las propias unidades de Rodesia del Sur, sobre todo los Rifles Africanos de Rodesia (RAR), lucharon en la Campaña de África Oriental y en Birmania. Durante la guerra, los pilotos de Rodesia del Sur Obtuvieron proporcionalmente el mayor número de condecoraciones y ases del Imperio. Debido a esto, la Familia Real hizo una visita inusual a esta colonia al final de la guerra en agradecimiento a los esfuerzos del pueblo de Rodesia.
La Fuerza Aérea de Rodesia del Sur (SRAF) se restableció en 1947 y, dos años después, el Primer ministro Sir Godfrey Huggins nombró a un piloto de combate de un Supermarine Spitfire rodesiano, Ted Jacklin, como oficial aéreo encargado de construir una fuerza aérea rodesiana, con la expectativa de que los territorios británicos de África comenzaran a avanzar hacia su independencia. La SRAF compró una colección de aviones antiguos, incluyendo seis De Havilland DH.82 Tiger Moth, seis aviones de entrenamiento avanzado North American T-6 Texan, un avión de transporte Avro 652 Anson y aviones de transporte De Havilland D.H.89 Dragon Rapide.
En abril de 1951, las fuerzas de defensa de Rodesia del Sur se reorganizaron completamente. El ejército permanente incluía al BSAP y al cuerpo del Estado Mayor de Rodesia del Sur, encargado del entrenamiento y la administración de la Fuerza Territorial. La SRAF consistía en un escuadrón de comunicaciones, y entrenó como pilotos a miembros de la Fuerza Territorial, principalmente para la observación de artillería. Durante la emergencia Malaya de la década de 1950, Rodesia del Sur contribuyó con dos unidades a la campaña de contrainsurgencia de la Mancomunidad de Naciones.
Las cosas cambiaron enormemente durante 20 años. El ejército regular rodesiano siempre fue relativamente pequeño, pero para 1978–79 estaba formado por 10.800 combatientes regulares junto a unos 40.000 reservistas. Si bien el ejército regular rodesiano consistía en un núcleo profesional de población blanca, para 1978 la mayoría de los soldados rodesianos eran negros. Las fuerza de reserva del ejército, en cambio, eran mayoritariamente blancas.
El cuartel general del Ejército de Rodesia estaba en Salisbury y comandaba más de cuatro brigadas de infantería. Las brigadas número 1, 2 y 3 se establecieron en 1964 y la cuarta brigada en 1978.
1 Brig – Bulawayo con área de responsabilidad en Matabelelandia.
2 Brig – Salisbury con área de responsabilidad en Mashonalandia.
3 Brig – Umtali con área de responsabilidad en Manicalandia.
4 Brig – Fort Victoria con área de responsabilidad en la provincia de Victoria.
Durante la guerra civil de Rodesia, el ejército rodesiano incluyó:
- Sede del Ejército.
- La Infantería Ligera de Rodesia.
- Escuadrón C (Rodesiano) SAS (en 1978 devenía 1 (Rodesiano) Regimiento Especial de Servicio de Aéreo).
- Selous Scouts.
- El Regimiento Rodesiano Automovilístico Blindado (Los Diablos Negros).
- Grey Scouts.

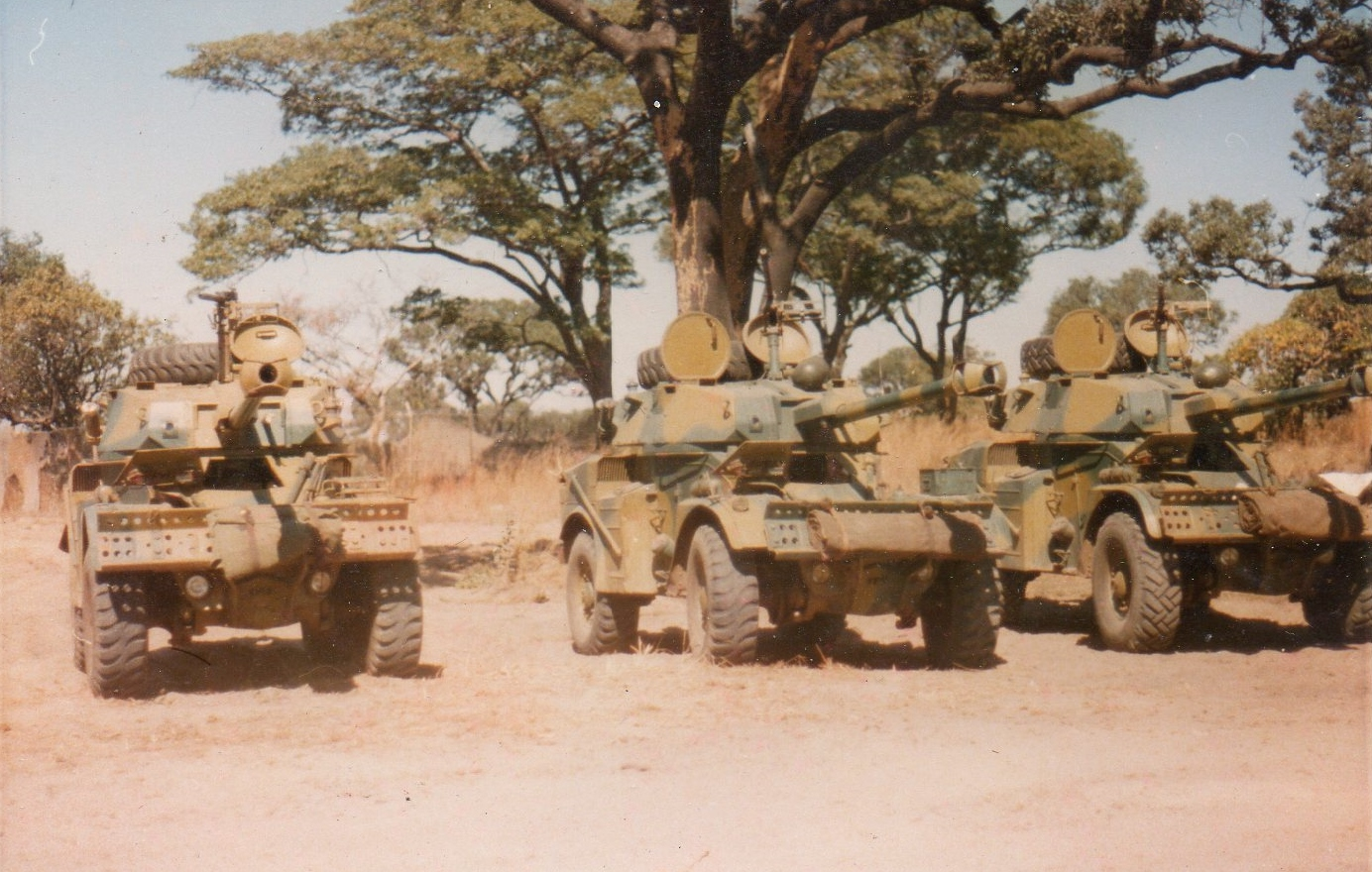
Automóviles blindados Eland-90 del Cuerpo Blindado de Rodesia.

- Los Rifles Africanos de Rodesia (también incluyendo las compañías independientes numeradas del 1–6 y, brevemente, el 7).
- El Regimiento de Rodesia (ocho batallones, numerados 1, 2, 4, 5, 6, 8, 9, 10).
- 1 Unidad de Operaciones Psicológicas.
- El Regimiento de Defensa de Rodesia (dos batallones).
- El Cuerpo de Inteligencia militar de Rodesia.
- La Artillería de Rodesia (un depósito, un regimiento de campo).
- Seis Escuadrones de Ingenieros (numerados 2, 3, 4, 6, 7).
- 5 Escuadrones de Soporte de Ingeniería.
- 1 Brigada[10]
  - Abreviatura de sede: HQ 1 Bde
- 2 Brigada.
  - Abreviatura de sede: HQ 2 Bde
- 3 Brigada.
  - Abreviatura de sede: HQ 3 Bde
- 4 Brigada.
  - Abreviatura de sede: HQ 4 Bde
- 1 Pelotón de Suministro Aéreo.
- Tres Compañías de Mantenimiento (numeradas del 1 al 3).
- Tres Compañías Médicas (1, 2, 5) y la Unidad de Salud del Ejército.
- Seis Compañías de Paga (numeradas del 1 al 5 y 7).
- Cuerpo de Educación del Ejército de Rodesia.
- Cuerpo de Capellanes militares de Rodesia.
- Registros del Ejército y Unidad de Procesamiento de datos del Ejército Rodesiano.
- Pelotón de Organización de Transporte y Ferrocarriles.
- 1 Pelotón de Correo postal.

## Fuerza Aérea de Rodesia
La Fuerza Aérea Real de Rodesia (RRAF), Nombrada así en 1954, nunca fue una fuerza aérea de gran tamaño. En 1965, Consistía con 1200 efectivos regulares. Fue rebautizada como Fuerza Aérea de Rodesia (RhAF) en 1970. En el apogeo de su poder durante la guerra civil de Rodesia, tenía un máximo de 2300 efectivos de todas las razas, pero de estos, solo 150 eran pilotos activos involucrados en operaciones de combate. Sin embargo, estos pilotos rotaban a través de varios escuadrones, en parte, para mantener las habilidades de combate en todo tipo de aviones y para aliviar a los pilotos que realizaban misiones más peligrosas.

## Policía Británica de Sudáfrica (BSAP)
La Policía Británica de Sudáfrica fue la primera línea de defensa en Rodesia del Sur y, después, en Rodesia, con la responsabilidad de mantener la ley y el orden en todo el país.

## INTAF
Aunque no formaron parte de las fuerzas de Seguridad, Los oficiales del Ministerio del Interior de Rodesia (INTAF) participaron activamente en la implementación de medidas cívicas como el programa de aldeas protegidas durante la guerra civil de Rodesia.

## Servicio Penitenciario
El Servicio de Prisión de Rodesia (RPS) era una rama de las Fuerzas de Seguridad de Rodesia responsable de la administración de las prisiones de Rodesia.

## Fuerza de Guardia
Fue el cuarto brazo armado de las Fuerzas de Seguridad de Rodesia. Consistía de soldados negros y blancos cuyo rol inicial era el proveer protección a los aldeanos en el llamado Sistema de Protección de Pueblos. Durante las últimas etapas de la guerra civil de Rodesia, desempeñaron un papel de protección de las tierras agrícolas en propiedad de los blancos y otros lugares estratégicos. También levantaron dos batallones de infantería y proporcionaron tropas en todos los frentes de la guerra civil. Era una parte importante de las Fuerzas de seguridad, con una fuerza de más de 7200 efectivos. Su sede se encontraba en North Avenue, Salisbury, en la actual Harare.

## Operaciones combinadas

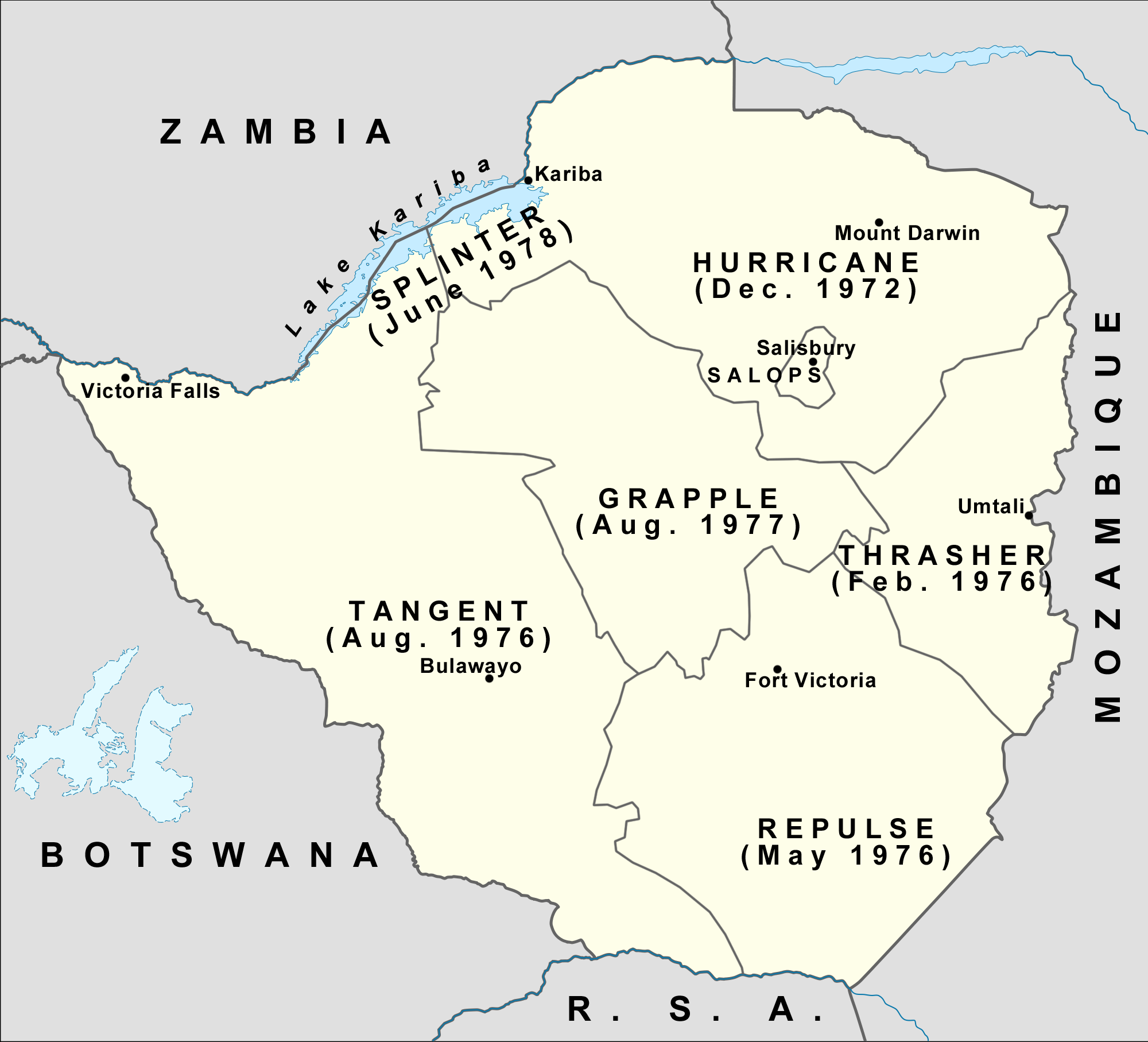
Mapa que muestra las áreas operativas de la Fuerza de Seguridad de Rodesia durante la Guerra Civil de Rodesia.

La guerra civil de Rodesia requería que cada una de las fuerzas de seguridad trabajaran en un esfuerzo conjunto de armas combinadas para combatir al enemigo. Por lo tanto, se volvió esencial establecer una organización en Salisbury conocida como Operaciones combinadas (COMOPS), para coordinar los esfuerzos de cada una de las fuerzas.

## Equipamiento militar de Rodesia

### Armas de fuego
| Nombre             | Tipo                               | País de Origen      | Notas                                              |
| ------------------ | ---------------------------------- | ------------------- | -------------------------------------------------- |
| Browning Hi-Power  | Pistola semiautomática             | Bélgica             |                                                    |
| Enfield revólver   | Revólver                           | Reino Unido         | Revólver Enfield n.º 2 Mk I.                       |
| Mamba              | Pistola semiautomática             | Rodesia             |                                                    |
| Star               | Pistola semiautomática             | España              | Modelo 1920, 1921, 1922.                           |
| Walther PP         | Pistola semiautomática             | Alemania Occidental | Capturado.                                         |
| Austen             | Subfusil                           | Australia           | Austen "Machine Carbine" Mk I.                     |
| Sanna 77           | Subfusil                           | Rodesia             | Emitido principalmente para INTAF                  |
| Northwood R-76     | Subfusil                           | Rodesia             |                                                    |
| Owen Gun           | Subfusil                           | Australia           |                                                    |
| Sa 25 (vz. 48b)    | Subfusil                           | Checoslovaquia      | Algunos de fabricación local.                      |
| Sten               | Subfusil                           | Reino Unido         | Mk II.                                             |
| Sterling           | Subfusil                           | Reino Unido         |                                                    |
| Uzi                | Subfusil                           | Israel              | Algunos de fabricación local.                      |
| AK-47              | Fusil de asalto                    | Unión Soviética     | Capturado.                                         |
| AKM                | Fusil de asalto                    | Unión Soviética     | Capturado y usado por la RhACR.                    |
| FN FAL             | Fusil de combate                   | Bélgica             | FN belgas, R1 Sudafricano.                         |
| Heckler & Koch G3  | Fusil de combate                   | Alemania Occidental | G3A3 recibidos de Portugal.                        |
| L1A1               | Fusil de combate                   | Reino Unido         | Principalmente para reservistas.                   |
| Lee–Enfield        | Fusil de cerrojo                   | Reino Unido         | Algunas piezas convertidas a rifles francotirador. |
| M16A1              | Fusil de asalto                    | Estados Unidos      | Usando en la etapa tardía de la guerra.            |
| Mini-14            | Fusil semiautomático               | Estados Unidos      | Contrabando desde Estados Unidos                   |
| SKS                | Fusil semiautomático               | Unión Soviética     | Capturado.                                         |
| Bren               | Ametralladora ligera               | Reino Unido         | Mk 3.                                              |
| Browning M2        | Ametralladora pesada               | Estados Unidos      |                                                    |
| Browning M1919     | Ametralladora media                | Estados Unidos      | Arma montada en helicópteros                       |
| Degtyaryov 1938/46 | Ametralladora ligera               | Unión Soviética     | Capturado.                                         |
| FN MAG             | Ametralladora de propósito general | Bélgica             | MAG-58.                                            |
| KPV                | Ametralladora pesada               | Unión Soviética     | Capturado.                                         |
| PKM                | Ametralladora de propósito general | Unión Soviética     | Capturado.                                         |
| RPD                | Ametralladora ligera               | Unión Soviética     | Capturado.                                         |
| RPK                | Ametralladora ligera               | Unión Soviética     | Capturado.                                         |
| Browning Auto-5    | Escopeta                           | Estados Unidos      |                                                    |
| Ithaca 37          | Escopeta                           | Estados Unidos      |                                                    |
| Dragunov           | Rifle francotirador                | Unión Soviética     | Capturado.                                         |
| Armscor M963       | Granada de fragmentación           | Sudáfrica           |                                                    |
| STRIM 32Z          | Granada de fusil antitanque        | Francia             |                                                    |
| STRIM 28R          | Granada de fusil                   | Francia             |                                                    |
| PRB 424            | Granada de fusil                   | Bélgica             |                                                    |
| Armscor 42 Zulu    | Granada de fusil                   | Sudáfrica           | Derivado del PRB 424.                              |
| Mecar ENERGA       | Granada de fusil antitanque        | Bélgica             |                                                    |
| M18 Claymore       | Mina antipersonal                  | Estados Unidos      |                                                    |
| Mine G.S. Mk V     | Mina antitanque                    | Reino Unido         |                                                    |
| Bazooka            | Arma antitanque                    | Estados Unidos      | M20 Super Bazooka.                                 |
| M72 LAW            | Arma antitanque                    | Estados Unidos      |                                                    |
| RPG-2              | Arma antitanque                    | Unión Soviética     | Capturado.                                         |
| RPG-7              | Arma antitanque                    | Unión Soviética     | Capturado.                                         |

### Misiles y fusiles sin retroceso
| Nombre | Tipo                 | País de Origen               | Notas                       |
| ------ | -------------------- | ---------------------------- | --------------------------- |
| MILAN  | Misil antitanque     | Francia/ Alemania Occidental | 9 lanzamisiles, 75 misiles. |
| M40    | Armamento antitanque | Estados Unidos               |                             |
| B-11   | Armamento antitanque | Unión Soviética              | Capturado en la guerra.     |

### Vehículos
| Nombre                                    | Tipo                                                     | País de Origen                            | En servicio                               | Notas                                               |
| Vehículos de reconocimiento y exploración | Vehículos de reconocimiento y exploración                | Vehículos de reconocimiento y exploración | Vehículos de reconocimiento y exploración | Vehículos de reconocimiento y exploración           |
| ----------------------------------------- | -------------------------------------------------------- | ----------------------------------------- | ----------------------------------------- | --------------------------------------------------- |
| BRDM-2                                    | Vehículo de exploración                                  | Unión Soviética                           |                                           | Capturado.                                          |
| Eland                                     | Vehículo de reconocimiento                               | Sudáfrica                                 | 34                                        |                                                     |
| Ferret                                    | Vehículo de exploración                                  | Reino Unido                               | 10                                        | Mk 2/2.                                             |
| Marmon-Herrington                         | Vehículo de reconocimiento                               | Sudáfrica                                 |                                           |                                                     |
| T17E1 Staghound                           | Vehículo de reconocimiento                               | Estados Unidos                            | 20                                        |                                                     |
| Camiones utilitarios                      |                                                          |                                           |                                           |                                                     |
| Mercedes-Benz L1517                       | Camión utilitario                                        | Alemania Occidental                       |                                           |                                                     |
| Mercedes-Benz LA911B                      | Camión utilitario                                        | Alemania Occidental                       |                                           |                                                     |
| Mercedes-Benz LA1113/42                   | Camión utilitario                                        | Alemania Occidental                       |                                           |                                                     |
| Bedford MK                                | Camión utilitario                                        | Reino Unido                               |                                           |                                                     |
| Bedford RL                                | Camión utilitario                                        | Reino Unido                               |                                           |                                                     |
| Unimog 416                                | Camión utilitario                                        | Alemania Occidental                       |                                           |                                                     |
| Transporte blindado de personal           |                                                          |                                           |                                           |                                                     |
| Buffel                                    | Transporte de personal con ruedas                        | Sudáfrica                                 |                                           |                                                     |
| Bullet                                    | Vehículo de combate de infantería                        | Rodesia                                   | 1                                         |                                                     |
| Crocodile                                 | Transporte de personal con ruedas                        | Rodesia                                   | 130                                       |                                                     |
| MAP75                                     | Transporte de personal con ruedas                        | Rodesia                                   | 200–300                                   |                                                     |
| MAP45                                     | Transporte de personal con ruedas                        | Rodesia                                   | 100–200                                   |                                                     |
| Leopard                                   | Vehículo blindado protegido contra minas                 | Rodesia                                   |                                           |                                                     |
| Mine Protected Combat Vehicle             | Vehículo de combate de infantería                        | Zimbabue Rodesia                          | 60                                        |                                                     |
| Pookie                                    | Vehículo de detección y remoción de minas (por contacto) | Rodesia                                   |                                           | Construido sobre el chasís de un Kombi Volkswagen.  |
| Hippo                                     | Transporte de personal con ruedas                        | Sudáfrica                                 |                                           |                                                     |
| Shorland                                  | Vehículo blindado                                        | Reino Unido                               | 2                                         |                                                     |
| Thyssen Henschel UR-416                   | Transporte blindado de personal                          | Alemania Occidental                       | 2                                         |                                                     |
| Universal Carrier                         | Transporte blindado de personal                          | Reino Unido                               | 30                                        |                                                     |
| Tanques                                   |                                                          |                                           |                                           |                                                     |
| T-34                                      | Tanque mediano                                           | Unión Soviética                           | 5–10                                      | Capturado de Mozambique.                            |
| T-55                                      | Tanque de batalla principal                              | Polonia/ Unión Soviética                  | 8                                         | Tanques polacos T-55LD proporcionados por Sudáfrica |
| Vehículos ligeros 4×4                     |                                                          |                                           |                                           |                                                     |
| Mazda B1600                               | Camión ligero                                            | Japón                                     | 300                                       | Equipada con torreta ametralladora                  |
| Land Rover                                | Vehículo 4×4                                             | Reino Unido                               |                                           | Variante resistente a las minas.                    |
| Willys MB                                 | Jeep                                                     | Estados Unidos                            |                                           | M38.                                                |

### Artillería
| Nombre                 | Tipo                        | País de origen  | En servicio | Notas      |
| ---------------------- | --------------------------- | --------------- | ----------- | ---------- |
| BL 5.5                 | Obús 140mm                  | Reino Unido     | 4           |            |
| BM-21 Grad             | Lanzacohetes múltiple 122mm | Unión Soviética |             | Capturado. |
| L16                    | Mortero 81mm                | Reino Unido     | 30          |            |
| M101                   | Obús 105mm                  | Estados Unidos  | 6           |            |
| Ordnance QF 25 pounder | Obús 87mm                   | Reino Unido     | 18          |            |
| OTO Melara Mod 56      | Obús 105mm                  | Italia          | 18          |            |

### Defensa Aérea
| Nombre                      | Tipo                           | País de origen  | En servicio | Notas      |
| --------------------------- | ------------------------------ | --------------- | ----------- | ---------- |
| 37mm Gun M1                 | Defensa antiaérea              | Estados Unidos  |             |            |
| Oerlikon 20 mm cannon       | Defensa antiaérea              | Suiza           | 1           | Capturado. |
| Zastava M55 20mm autocannon | Defensa antiaérea              | Yugoslavia      |             | Capturado. |
| Strela 2                    | Sistema de misiles tierra-aire | Unión Soviética | 15          | Capturado. |
| ZPU                         | Defensa antiaérea              | Unión Soviética | 10          | Capturado. |
| ZU-23-2                     | Defensa antiaérea              | Unión Soviética |             | Capturado. |

### Equipamiento de la fuerza aérea
| Nombre                    | Tipo                                                   | País de origen | En servicio | Notas |
| ------------------------- | ------------------------------------------------------ | -------------- | ----------- | --- |
| Aermacchi AL-60           | Avión utilitario                                       | Italia         | 9           | AL-60F-5 "Trojan".                                                                                         |
| Aermacchi SF.260          | Avión de entrenamiento/Avión ligero de ataque a tierra | Italia         | 17          | SF.260C y SF.260W "Genet".                                                                                 |
| SNIAS Alouette-II         | Helicóptero ligero de transporte                       | Francia        | 10          | |
| Aérospatiale Alouette III | Helicóptero                                            | Francia        | 27          | Varios suministrados por la SAAF.                                                                          |
| Beechcraft Baron          | Avión de transporte                                    | Estados Unidos | 1           | Baron 95 C-55.                                                                                             |
| Bell UH-1 Iroquois        | Helicóptero                                            | Estados Unidos | 10          | Agusta-Bell 205A. Usado en un período tardío de la guerra.                                                 |
| Britten-Norman Islander   | Avión de transporte                                    | Reino Unido    | 6           | |
| Canadair North Star       | Avión de transporte                                    | Canadá         | 4           | C-4 Argonaut.                                                                                              |
| Cessna 185                | Avión utilitario                                       | Estados Unidos | 17          | |
| Cessna 421                | Avión de transporte                                    | Estados Unidos | 1           | |
| Cessna Skymaster          | Avión ligero de ataque a tierra                        | Estados Unidos | 10          | Reims-Cessna FTB 337G 'Lynx'.                                                                              |
| de Havilland Vampire      | Caza                                                   | Reino Unido    | 12          | |
| Douglas C-47 Dakota       | Avión de transporte                                    | Estados Unidos | 12          | |
| Douglas DC-7              | Avión de transporte                                    | Estados Unidos | 2           | |
| English Electric Canberra | Bombardero                                             | Reino Unido    | 7           | |
| Hawker Hunter             | Caza                                                   | Reino Unido    | 13          | Hunter FGA 9.                                                                                              |
| North American T-6 Texan  | Avión de entrenamiento                                 | Estados Unidos | 21          | AT-6 Harvard, vendido a Sudáfrica.                                                                         |
| Percival Pembroke         | Avión de transporte                                    | Reino Unido    | 2           | Percival Pembroke C.1                                                                                      |
| Percival Provost          | Avión de entrenamiento                                 | Reino Unido    | 8           | Provost Mk 52.                                                                                             |
| Supermarine Spitfire      | Caza                                                   | Reino Unido    | 22          | Mk 22. |
| Golf                      | Bomba de propósito general                             | Rodesia        |             | |
| Alpha                     | Bombas de racimo                                       | Rodesia        |             | El Canberra llevaba 300 bombas Alpha en grupos de 50 dentro de seis tolvas instaladas en la bahía de armas |
| SNEB 68mm                 | Cohetes de avión                                       | Reino Unido    |             | |

## Otras lecturas
- Cross, Glenn (2017). Dirty War: Rhodesia and Chemical Biological Warfare, 1975–1980. Solihull, UK: Helion & Company. ISBN 978-1-911512-12-7.